# Tom Wolk
Tom „T-Bone“ Wolk (* 24. Dezember 1951 in Yonkers; † 28. Februar 2010 in Pawling) war ein US-amerikanischer Musiker, der als Bassist von Hall & Oates bekannt wurde.

## Leben und Karriere
Wolk spielte unter anderem bei Hall & Oates, Elvis Costello, Billy Joel, Paul Carrack und Carly Simon. Auch war er Mitglied der Saturday Night Live Band (1986 bis 1992). Bei Hall & Oates war Wolk seit 1981 aktiv. Bei Billy Joel spielte er auf der River of Dreams Tour mit. Seit Ende 2007 spielte Wolk mit Daryl Hall und verschiedenen Musikern bei Live From Daryl's House, einem kostenlosen monatlichen Webcast unter anderem mit John Oates, Smokey Robinson, Todd Rundgren, Nick Lowe, The Bacon Brothers, Robby Krieger, Ray Manzarek und anderen.
Wolk starb am 28. Februar 2010 an einem Herzinfarkt. Er wurde 58 Jahre alt. Wenige Stunden vor seinem Tod hatte er noch im Studio mit Daryl Hall an Aufnahmen für ein Soloalbum des Sängers gearbeitet. Wolk hätte am folgenden Tag zusammen mit Hall & Oates in der Show Late Night With Jimmy Fallon auftreten sollen.